# American Soccer League I
|  | No s'ha de confondre amb American Soccer League II o American Soccer League III. |

L'American Soccer League (ASL) fou una competició futbolística professional disputada per clubs dels Estats Units que estigué activa entre 1921 i 1933, fou la primera lliga de futbol d'aquest país. Aquesta lliga va ser molt popular, considerada com la segona lliga més popular del país després de la Major League Baseball, i com totes les lligues d'aquesta època tenia tots els seus equips situats al nord-est del país.
Fou el resultat de la fusió entre la National Association Football League i la Southern New England Soccer League. Operà principalment al nord-est dels Estats Units, bàsicament a la regió metropolitana de Nova York i a Pennsilvània. Disputes internes dins el futbol nord-americà i la Gran Depressió de 1929, portaren al col·lapse de la lliga el 1933.

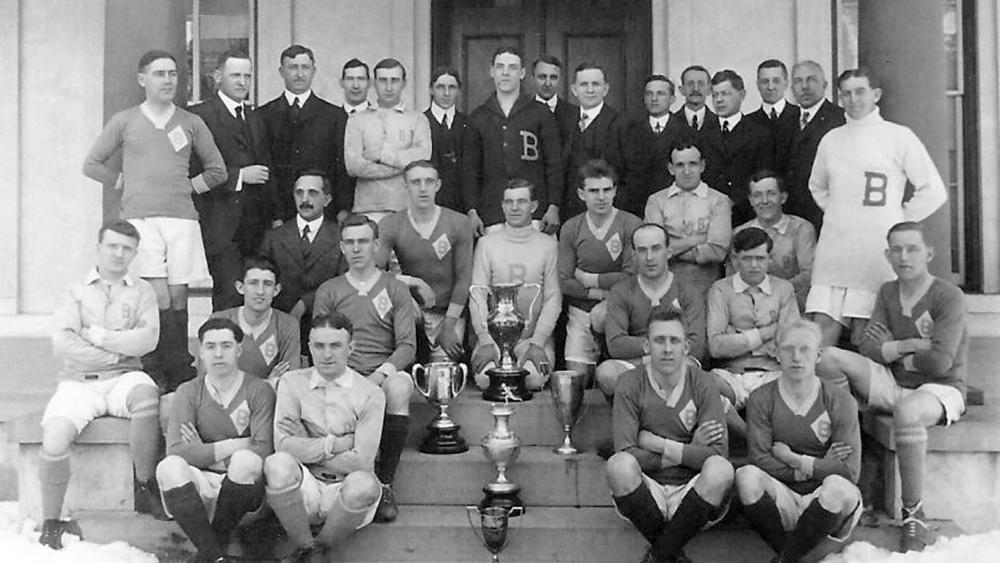
Bethlehem Steel Soccer Club el 1915.

## Historial
Fonts:
| Temporada | Campió                   | Segon                 | Màxim golejador              |
| --------- | ------------------------ | --------------------- | ---------------------------- |
| 1921-22   | Philadelphia F.C. (1)    | New York F.C.         | Harold Brittan               |
| 1922-23   | J. & P. Coats (1)        | Bethlehem Steel       | Daniel McNiven               |
| 1923-24   | Fall River F.C. (1)      | Bethlehem Steel       | Archie Stark                 |
| 1924-25   | Fall River F.C. (2)      | Bethlehem Steel       | Archie Stark                 |
| 1925-26   | Fall River F.C. (3)      | New Bedford Whalers   | Andy Stevens                 |
| 1926-27   | Bethlehem Steel (1)      | Boston Wonder Workers | Davey Brown                  |
| 1927-28   | Boston Soccer Club (1)   | New Bedford Whalers   | Andy Stevens                 |
| 1928-29   | Fall River F.C. (4)      | Brooklyn Wanderers    | Werner Nilsen János Nehadoma |
| 1929      | Fall River F.C. (5)      | Providence F.C.       | Bill Paterson                |
| 1930      | Fall River F.C. (6)      | New Bedford Whalers   | Jerry Best                   |
| 1931      | New York Giants (1)      | New Bedford Whalers   | Bob McIntyre                 |
| 1932      | New Bedford Whalers (1)  | Hakoah All-Stars      |                              |
| 1932-33   | Fall River Football Club |                       |                              |